# Главпочтамт (Чебоксары)
Главпочтамт (Дом связи) — прямоугольное в плане каменное трёхэтажное здание почтовой службы в городе Чебоксары с полуподвальным освещённым этажом; утраченный памятник архитектуры в стиле конструктивизма, функционировавший с 1932 по 1979 год.

## История
29 марта 1930 года в газете «Красная Чувашия» было опубликовано сообщение о предстоящем строительстве в Чебоксарах нового «Дома связи»; к анонсу был опубликован проект трёхэтажного  здания с круглыми часами на фасаде и длинными вертикальными проёмами для окон. Планировалось, что строительство начнется в 1930 году и будет завершено к 1 мая 1932 года.
Здание строилось с 1930 по 1932 год по проекту нижегородского инженера-строителя И. П. Егорова. В здание переехала почтовая служба Чебоксар, которая с 1918 году располагалась в бывшем купеческом доме Игумнова на старой Красной площади (здесь же находилась городская телефонная станция, телеграф). До 1940 года новый главпочтамт был единственной почтовой конторой, функционировавшей в городе.
Здание нового Главпочтамта располагалось напротив Детского парка им. 10-летия Октября, в котором до 1961 года располагался центральный памятник И. В. Сталину и городской фонтан «Купающиеся мальчики». Напротив здания Почтамта через улицу располагался Дом радио (на углу с Речным переулком); к западу от здания располагался Дом учителя; к востоку через улицу Ленинградская — Дом Игумнова. Здание располагалось на пересечении (на углу) улиц Нижегородская и Ленинградская и имела адрес: улица Нижегородская, дом 7. Место расположения здания считалось центром города и часто использовалось для размещения советских и партийных пропагандистских лозунгов и плакатов. В 1952 году на крыше здания размещался лозунг «Слава великому Сталину!».
Здание было белым с узкими пеналообразными окнами и надписью «Почта». На фасаде также имелись освещаемые фонарем огромные квадратные стрелочные часы с арабскими цифрами, которые были ориентиром во времени и пространстве города (к 1975 году часы были утрачены). Кроме часов не было никакого другого декора, имелись гладкие стены и узкий карниз. Здание было упрощенной строгой архитектуры. Вход находился в угловой части, над ним находились балконы. На главном фасаде, обращенном на север, в сторону детского парка имелись узкие оконные проемы — вертикальные линии остекления. Имело имело три этажа, а также цокольный этаж, в котором были размещены большие радиолампы трансляционного радиоузла. В полуподвальном этаже также располагались жилые помещения некоторых работников Главпочтамта. На цокольном этаже здания имелся буфет, который пользовался популярностью среди горожан. Тут собиралась интеллигенция Чебоксар, в здании проводились собрания поэтов и писателей, декламировались стихи и прочие мероприятия.
Вскоре в растущих Чебоксарах в здании стало тесно. В итоге в 1963 году  проспекте Ленина (дом № 2) было возведено здание, куда были перемещены основные почтовые и телеграфные службы Главпочтамта. 
В связи с затоплением Старого города перед пуском Чебоксарской ГЭС в 1979 году приступили к сносу здания почты на Нижегородской. Здание было снесено и в 1980 году имелись только его развалины. Вскоре площадка под зданием оказалась под водами Чебоксарского залива — в его нижней запруде близ северо-западной оконечности новой Красной площади.
В 2004 году на Красной площади планировали заложить камень, символизирующий отметку, от которой ведется отсчет расстояния до других городов — «нулевой километр». Решением Комиссии по переименованию улиц в Чебоксарах камень должен был быть установлен недалеко от старого Главпочтамта (для того, чтобы не пришлось заново пересчитывать все расстояния).

## Отзывы
Заслуженный работник культуры Российской Федерации Муратов Н. И. пишет о здании: «Являлось ярким примером общественного здания нач. 30-х гг. 20 в. Отличалось характерным для конструктивизма чётким функциональным построением и выразительной внешностью. Художественный облик формировался за счёт сочетания плоскостей, глухих и остеклённых поверхностей. Композиционный центр – угловой, выделенный в виде ризалита объём. Здесь размещались вестибюль, лестничная клетка и главный вход. Своеобразными декоративными элементами здания являлись квадратные часы и надпись «Почта», расположенные в правом верхнем углу главного фасада. Правый торцовый фасад акцентирован ступенчатым аттиком».